# Derde klasse 2006-07 (voetbal België)
Het seizoen 2006/07 van de Belgische Derde Klasse ging van start op 2 september 2006 en de normale competitie eindigde in mei 2007. Daarna werd nog een eindronde voor promotie en degradatie gespeeld. De twee reeksen in Derde Klasse werden beide gewonnen door een Henegouwse club, namelijk door RFC Tournai en R. Olympic Club de Charleroi-Marchienne.

## Naamswijzigingen
- K. Sporting Kermt-Hasselt wijzigde zijn naam in KSK Hasselt.
- Seraing RUL wijzigde zijn naam in RFC Sérésien.

## Gedegradeerde teams
Deze teams waren gedegradeerd uit de Eerste Klasse voor de start van het seizoen:
- RAA Louviéroise (geen licentie)

Deze teams waren gedegradeerd uit de Tweede Klasse voor de start van het seizoen:
- KFC Verbroedering Geel (omkoping)

Noot:K. Beringen-Heusden-Zolder stond vorig seizoen lang op een degradatieplaats in Tweede Klasse, maar deze club werd uiteindelijk geschrapt. Er was dan ook geen andere rechtstreekse degradanten uit Tweede Klasse.

## Gepromoveerde teams
Deze teams waren gepromoveerd uit de Vierde Klasse voor de start van het seizoen:
- KSV Oudenaarde (kampioen 4A)
- K. Londerzeel SK (kampioen 4B)
- FC Verbroedering Meerhout (kampioen 4C)
- Seraing RUL (kampioen 4D)
- RRC Péruwelz (winst in eindronde)
- RFC Liège (derde in eindronde)

Noot: Door de schrapping van K. Beringen-Heusden-Zolder uit Tweede Klasse, was er een extra plaatsje vrijgekomen met de bijhorende verschuivingen. Als beste verliezer uit de eindronde mocht RFC Liège alsnog promoveren.

## Promoverende teams
Deze teams promoveerden naar Tweede Klasse op het eind van het seizoen:
- RFC Tournai (kampioen 3A)
- R. Olympic Club de Charleroi-Marchienne (kampioen 3B)
- KFC Verbroedering Geel (via de eindronde)
- UR Namur (via de eindronde)

Verbroedering Geel won de eindronde die recht gaf op promotie. UR Namur diende omwille van licentieproblemen bij Geel klacht in. Na diverse zaken en procedures werden uiteindelijke beide ploegen tot Tweede Klasse toegelaten.

## Degraderende teams
Deze teams degradeerden naar Vierde Klasse op het eind van het seizoen:
- FC Verbroedering Meerhout (rechtstreeks uit 3A)
- KSK Maldegem (rechtstreeks uit 3A)
- KSK Hasselt (rechtstreeks uit 3B)
- R. Wallonia Walhain Chaumont-Gistoux (rechtstreeks uit 3B)
- Sporting West Ingelmunster-Harelbeke (verlies in eindronde)

## Kampioen
In Derde Klasse A stond tot halverwege de competitie Wetteren bovenaan als leider. Vanaf de 16de speeldag leed de ploeg echter zes nederlagen op rij, en zakte weg van de eerste plaatsen. De ploeg werd bijgehaald door onder andere Tournai. Diegem en Geel, dat met zes minpunten de competitie was begonnen, volgden op een zestal punten van RFC Tournai. Diegem kwam dichter, en op de 24ste speeldag kwamen beide ploegen gelijk bovenaan. Op de allerlaatste speeldag stonden beide clubs met evenveel punten aan de leiding, Geel volgde op twee puntjes. Diegem raakte niet verder dan een gelijkspel bij Wetteren. Doornik won vlot met 0-4 op het veld van Meerhout, en pakte zo toch de titel.
In Derde Klasse B pakte ROC de Charleroi-Marchienne vlot de titel. De club won de eerste twee periodetitels, en verzekerde zich op de voorlaatste speeldag ook van de eindzege.

## Eindstand
| Legende                                |
| -------------------------------------- |
| Kampioen + promotie naar Tweede Klasse |
| Kwalificatie voor promotie-eindronde   |
| Kwalificatie voor degradatie-eindronde |
| Degradatie naar Vierde Klasse          |

### Derde Klasse A
|   |    |                                      | P  | W  | G  | V  | +  | -  | DS  | Ptn |
| - | -- | ------------------------------------ | -- | -- | -- | -- | -- | -- | --- | --- |
| K | 1  | RFC Tournai                          | 30 | 18 | 7  | 5  | 48 | 24 | 24  | 61  |
| E | 2  | KFC Verbroedering Geel               | 30 | 20 | 5  | 5  | 66 | 25 | 41  | 59  |
| E | 3  | K. Diegem Sport                      | 30 | 17 | 8  | 5  | 49 | 20 | 29  | 59  |
|   | 4  | RRC Péruwelz                         | 30 | 15 | 6  | 9  | 43 | 33 | 10  | 51  |
|   | 5  | KV Turnhout                          | 30 | 14 | 7  | 9  | 56 | 41 | 15  | 49  |
| E | 6  | R. Cappellen FC                      | 30 | 13 | 6  | 11 | 32 | 23 | 9   | 45  |
|   | 7  | K. Standaard Wetteren                | 30 | 12 | 9  | 9  | 41 | 40 | 1   | 45  |
|   | 8  | FC Nieuwkerken Sint-Niklaas          | 30 | 12 | 8  | 10 | 51 | 42 | 9   | 44  |
|   | 9  | Torhout 1992 KM                      | 30 | 10 | 9  | 11 | 41 | 48 | -7  | 39  |
|   | 10 | KSV Oudenaarde                       | 30 | 9  | 10 | 11 | 37 | 42 | -5  | 37  |
|   | 11 | K. Londerzeel SK                     | 30 | 7  | 15 | 8  | 35 | 36 | -1  | 36  |
|   | 12 | KRC Mechelen                         | 30 | 10 | 4  | 16 | 36 | 41 | -5  | 34  |
|   | 13 | KVC Willebroek-Meerhof               | 30 | 8  | 8  | 14 | 38 | 52 | -14 | 32  |
| E | 14 | Sporting West Ingelmunster-Harelbeke | 30 | 5  | 7  | 18 | 28 | 55 | -27 | 22  |
| D | 15 | FC Verbroedering Meerhout            | 30 | 3  | 11 | 16 | 21 | 57 | -36 | 20  |
| D | 16 | KSK Maldegem                         | 30 | 4  | 6  | 20 | 32 | 75 | -43 | 18  |

### Derde Klasse B
|   |    |                                         | P  | W  | G  | V  | +  | -  | DS  | Ptn |
| - | -- | --------------------------------------- | -- | -- | -- | -- | -- | -- | --- | --- |
| K | 1  | R. Olympic Club de Charleroi-Marchienne | 30 | 17 | 6  | 7  | 49 | 29 | 20  | 57  |
| E | 2  | UR Namur                                | 30 | 13 | 13 | 4  | 57 | 35 | 22  | 52  |
| E | 3  | R. Sprimont Comblain Sport              | 30 | 15 | 5  | 10 | 34 | 31 | 3   | 50  |
| E | 4  | R. White Star Woluwe FC                 | 30 | 14 | 5  | 11 | 52 | 42 | 10  | 47  |
|   | 5  | RACS Couillet                           | 30 | 12 | 9  | 9  | 37 | 32 | 5   | 45  |
|   | 6  | KSK Tongeren                            | 30 | 11 | 11 | 8  | 50 | 45 | 5   | 44  |
|   | 7  | K. Bocholter VV                         | 30 | 11 | 9  | 10 | 47 | 35 | 12  | 42  |
|   | 8  | RFC Sérésien                            | 30 | 11 | 8  | 11 | 49 | 40 | 9   | 41  |
|   | 9  | RCS Visétois                            | 30 | 11 | 8  | 11 | 38 | 39 | -1  | 41  |
|   | 10 | RCS Verviétois                          | 30 | 10 | 8  | 12 | 39 | 41 | -2  | 38  |
|   | 11 | R. Francs Borains                       | 30 | 10 | 6  | 14 | 37 | 51 | -14 | 36  |
|   | 12 | RFC Liège                               | 30 | 7  | 15 | 8  | 22 | 27 | -5  | 36  |
|   | 13 | RFC Union La Calamine                   | 30 | 9  | 8  | 13 | 27 | 43 | -16 | 35  |
| E | 14 | RAA Louviéroise                         | 30 | 9  | 8  | 13 | 30 | 41 | -11 | 32  |
| D | 15 | KSK Hasselt                             | 30 | 9  | 4  | 17 | 41 | 59 | -18 | 31  |
| D | 16 | R. Wallonia Walhain Chaumont-Gistoux    | 30 | 6  | 7  | 17 | 34 | 53 | -19 | 25  |

Noot: La Louvière begon de competitie met -3 punten.

## Periodekampioenen

### Derde Klasse A
- Eerste periode: RFC Tournai, 22 punten.
- Tweede periode: R. Cappellen FC, 22 punten.
- Derde periode: KFC Verbroedering Geel, 24 punten.

### Derde Klasse B
- Eerste periode: R. Olympic Club de Charleroi-Marchienne, 23 punten.
- Tweede periode: R. Olympic Club de Charleroi-Marchienne, 18 punten.
- Derde periode: RFC Sérésien, 21 punten.

## Eindronde
Uit Derde Klasse A plaatsten periodekampioenen R. Cappellen FC en Verbroedering Geel zich voor de eindronde. Omdat de eerste periode door de uiteindelijke kampioen RFC Tournai was gewonnen, mocht ook K. Diegem Sport als derde in de eindstand naar de eindronde. In Derde Klasse B waren de eerste twee periodes door uiteindelijke kampioen R. Olympic Club de Charleroi-Marchienne gewonnen, de derde periode was door RFC Sérésien binnengehaald. RFC Sérésien had echter geen licentie voor de Tweede Klasse aangevraagd, en nam zo niet deel aan de eindronde. De eindrondeplaatsen gingen zo naar de nummers twee, drie en vier uit de eindstand, namelijk UR Namur, R. Sprimont Comblain Sport en White Star Woluwe FC.

### Promotie-eindronde

#### Ronde 1
In de eerste ronde van de eindronde traden zes derdeklassers aan, die aan elkaar gepaard werden. De drie winnaars van elk heen- en terugduel gaan door naar de volgende ronde.
| Datum      | Uur   | Wedstrijd                                           | Uitslag |
| ---------- | ----- | --------------------------------------------------- | ------- |
| 13/05/2007 | 16:00 | R. Cappellen FC - R. White Star Woluwe FC           | 1-1     |
| 13/05/2007 | 16:00 | KFC Verbroedering Geel - R. Sprimont Comblain Sport | 1-0     |
| 13/05/2007 | 16:00 | K. Diegem Sport - UR Namur                          | 0-2     |
| 17/05/2007 | 15:00 | UR Namur - K. Diegem Sport                          | 2-0     |
| 17/05/2007 | 16:00 | R. White Star Woluwe FC - R. Cappellen FC           | 1-2     |
| 17/05/2007 | 16:00 | R. Sprimont Comblain Sport - KFC Verbroedering Geel | 0-3     |

#### Ronde 2
In de tweede ronde wordt bij de drie winnaars van de eerste ronde de op twee na laatste uit Tweede Klasse gevoegd. Net als vorig seizoen was dit KFC Dessel Sport. Ook derdeklasser R. Cappellen FC had vorig seizoen deze tweede ronde gespeeld.
| Datum      | Uur   | Wedstrijd                                 | Uitslag |
| ---------- | ----- | ----------------------------------------- | ------- |
| 24/05/2007 | 20:00 | UR Namur - R. Cappellen FC                | 2-1     |
| 24/05/2007 | 16:00 | KFC Verbroedering Geel - KFC Dessel Sport | 2-1     |
| 27/05/2007 | 16:00 | R. Cappellen FC - UR Namur                | 0-2     |
| 27/05/2007 | 16:00 | KFC Dessel Sport - KFC Verbroedering Geel | 1-2     |

#### Finales
De winnaar van de finale promoveert naar Tweede Klasse.
| Datum      | Uur   | Wedstrijd                         | Uitslag |
| ---------- | ----- | --------------------------------- | ------- |
| 03/06/2007 | 16:00 | KFC Verbroedering Geel - UR Namur | 2-0     |
| 10/06/2007 | 16:00 | UR Namur - KFC Verbroedering Geel | 0-1     |

Voor de plaatsen 3 en 4 werd nog een wedstrijd gespeeld. Wanneer er om extra-sportieve redenen bijkomende promotieplaatsen vrijkomen, heeft eerst de verliezend finalist, en vervolgens de winnaar van dit duel recht op promotie:
| Datum      | Uur   | Wedstrijd                          | Uitslag |
| ---------- | ----- | ---------------------------------- | ------- |
| 03/06/2007 | 16:00 | R. Cappellen FC - KFC Dessel Sport | 2-1     |

### Degradatie-eindronde
De twee teams die 14de eindigden, Sporting West Ingelmunster-Harelbeke en RAA Louviéroise, speelden een eindronde met een aantal vierdeklassers en gingen daar van start in de tweede ronde van die eindronde.